# Ylinen Taapajärvi
Ylinen Taapajärvi är en sjö i Finland. Den ligger i kommunen Kolari i landskapet Lappland, i den norra delen av landet, 800 km norr om huvudstaden Helsingfors. Ylinen Taapajärvi ligger 161,1 meter över havet. Arean är 62,8 hektar och strandlinjen är 4,54 kilometer lång. Sjön  ingår i Kemi älvs huvudavrinningsområde. 